# Ludmila Konečná
Ludmila Konečná rozená Wiedermannová (24. února 1862 Náklo – 30. srpna 1935 Brno) byla moravská spisovatelka, pracovnice v ženském hnutí, organizátorka sociální pomoci a brněnská komunální politička.

## Život

### Mládí
Narodila se v rodině Osvalda Wiedermanna, učitele v Nákle a jeho manželky Františky, rozené Zbořilové. Byla nejstarší ze čtyř sester, bratr zemřel předčasně, stejně tak jako dvojče sestry Zdeny. Její sestra Zdenka Motyčková byla bojovnice za ženská práva. Ludmila vychodila v Nákle základní školu a s pomocí otce se vzdělávala sama četbou, i když ve studiu nepokračovala. Sama se naučila hrát na klavír a na varhany.

### Manželství
Dne 24. dubna 1883 se v Nákle provdala za Aloise Konečného, pozdějšího poslance Revolučního národního shromáždění za Československou stranu socialistickou. S budoucím manželem se seznámila v Nákle, kde byl učitelem. V manželství se narodilo celkem devět dětí, z nichž vyššího věku se dožil jeden syn a tři dcery, mj. Božena Riedlová.

### Působení v Bohdíkově
V roce 1887 byl Alois Konečný jmenován nadučitelem v Bohdíkově (tehdy Český Bohdíkov). Ludmila Konečná absolvovala kurz pro industriální učitelky a v roce 1892 úspěšně vykonala zkoušky. Mohla tak začít vyučovat ruční práce v Českém Bohdíkově a sousední škole v Komňátce. V převážně německém okrese Šumperk, kam Český Bohdíkov náležel, bylo dvanáct českých obcí. Ludmila Konečná založila ženský odbor Národní jednoty, ve kterém se ženy z těchto obcí scházely.

### Pobyt v Olomouci
V roce 1906 byl nepohodlný Alois Konečný přeložen do Rybího u Nového Jičína a Ludmila Konečná se s dětmi přestěhovala do Olomouce, kde jim bylo možno poskytnout vzdělání. Otec za rodinou dojížděl o nedělích. V roce 1910 iniciovala Ludmila Konečná vznik Sdružení pokrokových žen pro kraj Olomoucký a stala se jeho předsedkyní. Tuto funkci vykonávala po celou dobu svého pobytu v Olomouci, tj. do roku 1911.

### Pobyt v Brně do konce 1. světové války
V červnu 1911 byl Alois Konečný zvolen do Říšské rady za město Brno, za stranu národně sociální. Rodina s dětmi se proto přestěhovala do Brna. Ludmila Konečná se v Brně angažovala politicky i v sociální oblasti. V roce 1912 založila brněnské Sdružení žen národně sociálních a přijala místo ve výboru Matice školské, kde se seznamovala se životem chudých brněnských vrstev. Na její popud byl v roce 1914 založen v Brně Sirotčí spolek, jehož činnost byla zaměřena na ochranu sirotků české národnosti (na rozdíl od německého Kinderschutzamtu, který vznikl dříve). V roce 1916 se Ludmila Konečná stala jeho předsedkyní.
Aktivně podporovala svou sestru Zdenku, např. ve spolku Dívčí akademie. Když Zdenka v roce 1915 zemřela, převzala po ní Ludmila Konečná vydavatelství časopisu Ženská revue, který bojoval za práva žen. Do časopisu též přispívala buď pod svým jménem nebo pod pseudonymem Libuše Jasenská.

### Po vzniku ČSR
Po vzniku Československa pokračovala Ludmila Konečná ve své sociální práci. Pokračovala i ve vydávání Ženské revue, které ale musela roku 1920 z finančních důvodů ukončit. Sirotčí spolek byl přeměněn na Okresní péči o mládež pro Velké Brno a Konečná se stala jeho předsedkyní. V roce 1919 vystoupila z církve. Roku 1920 byla zvolena do výboru České zemské komise pro ochranu dítek a péči o mládež na Moravě.
Trvale přednášela v různých moravských i českých městech, zejména na téma péče o děti a mládež. Spolupodílela se na vzniku dětského domova Dagmar v Brně. Když Ludmila Konečná onemocněla oční chorobou, musela se po roce 1922 vzdát čtení a omezit svou činnost.  Po smrti svého manžela (1923) se ale znovu významně angažovala. V zastupitelstvu města Brna, byla členkou sociální a rozpočtové komise.

### Závěr života
Posledním spolkem, který Ludmila Konečná spoluzaložila bylo sdružení Dobro pro péči o pracující dívčí dorost v zemi Moravskoslezské (1931). Dlouhodobě byla nemocná; pro nemoc se např. v dubnu 1934 nemohla zúčastnit oslav 25. výročí vzniku Jednoty učitelek moravských. Zemřela v Brně, její urna byla uložena na brněnském Ústředním hřbitově.

### Posmrtná pocta
- Ulice Ludmily Konečné je od roku 1946 v Brně-Štýřicích.

## Dílo
- Klášterní ústav učitelek – Zábřeh: Ústředí spolku jednot učitelských na Moravě, 1905
- Sborník časových úvah. Řada III. — Úkoly české ženy v rodině a národě – Ludmila Konečná. Slovo o národní výchově – Adolf Brož. Některé otázky ve světle výchovy národní – Antonín Svoboda. Řídí Klement David. Velké Meziříčí: Alois Šašek, 1909
- Válka a mír – Brno: Jednota mírová, 1913[12]
- Otázka poraden pro matky a kojence – Brno: Okresní péče o mládež, 1926